# Ismaele Voltolini
Ismaele Voltolini (Roverbella, 18 giugno 1887 – Milano, 29 agosto 1938) è stato un tenore italiano.

## Biografia
Tenore lirico drammatico, voce possente e chiara, vibrante ma bella, debuttò tardivamente, trentaduenne, al Teatro Cento di Ferrara (1919) nell'opera La fanciulla del West di Giacomo Puccini. Denominato il "novello Caruso", fu conteso dai maggiori teatri d'Europa e d'America. Durante la tournée americana del periodo 1926-27, incontrò una clamorosa disfatta professionale dovuta a problemi psicologici e vocali, iniziò così il suo declino professionale. Tra le principali opere in repertorio ricordiamo: Andrea Chénier di Umberto Giordano, Il trovatore e Aida di Giuseppe Verdi, Cavalleria rusticana di Pietro Mascagni, Pagliacci di Ruggero Leoncavallo, Tosca di Giacomo Puccini, Cristoforo Colombo di Alberto Franchetti. Morì a soli 51anni a Milano, ponendo termine a una frenetica attività ricca di soddisfazioni professionali.
È stato sepolto nel Cimitero Maggiore di Milano, che ne conserva i resti in una celletta.
Un concorso internazionale di canto lirico per giovani cantanti lirici intitolato a Ismaele Voltolini ogni anno viene proposto dal Teatro Comunale Giuseppe Verdi di Buscoldo e dal comune di Curtatone.